# Delphine Levy
Pour les articles homonymes, voir Levy.
Delphine Levy, née le 4 juin 1969 à Suresnes et morte le 13 juillet 2020 à Brest, est une responsable française d'institutions culturelles, directrice, de 2013 à sa mort, de Paris Musées.

## Biographie
Delphine Levy a une formation supérieure initiale caractérisée par une année en langue et civilisation anglaises, une maîtrise en droit public. Elle oriente ensuite cette formation vers une carrière de haut fonctionnaire en faisant Sciences Po, et l'ENA, dans la promotion Antoine-de-Saint-Exupéry.
Son parcours professionnel, à la sortie de l'ENA, commence par un poste de chef de mission du Fonds national de l’emploi, organisme créé en 1983 et à l'époque rattaché au ministère du Travail, finançant des mesures d'aide à l'emploi. Elle reprend concomitamment des études, en histoire de l'art. « J’ai toujours été passionnée par l’histoire de l’art, ce cursus complémentaire me permettait de réparer une frustration », explique-t-elle. Elle travaille ensuite au secrétariat d’État chargé du droit des femmes, puis au ministère du Travail. Elle rejoint enfin l'administration de la ville de Paris comme haute fonctionnaire auprès de Bertrand Delanoë, affectée dans un premier temps sur les projets de lutte contre les exclusions, sur les actions de réduction des inégalités, de réinsertion, de retour à l’emploi des chômeurs, et de réhabilitation de l'habitat insalubre à Paris. Elle devient directrice adjointe de cabinet, chargée de la culture, du logement et des questions sociales.
En 2010, elle remet des propositions, en deux rapports, portant sur les musées de la ville de Paris. Elle y préconise de regrouper les établissements culturels municipaux au sein d'une agence, un établissement public administratif doté d'un budget spécifique, et gérant le millier d'employés concernés, à l'image de l'organisation retenue par des villes comme Londres, Berlin ou Florence. Ces institutions culturelles correspondent à quatorze musées (musée Carnavalet, Petit Palais, musée Cernuschi, musée Cognacq-Jay, maison de Victor Hugo, maison de Balzac, musée de la Vie romantique, musée Zadkine, musée Bourdelle, musée d’Art Moderne de la ville de Paris, musée de la Libération de Paris, musée Galliera, crypte archéologique de l'île de la Cité et catacombes de Paris). L'objectif est de mieux piloter les rénovations à effectuer régulièrement dans ces institutions, et de les faire bénéficier d'une politique cohérente et coordonnée pour aller chercher de nouveaux publics. Ces institutions sont en concurrence, dans la capitale, avec les musées de l'État. Il faut y ajouter, en termes de gestion, le Fonds municipal d'art contemporain de la Ville de Paris dont la collection s'est constituée progressivement depuis 1816, et également la gestion d'environ 20 000 œuvres d’art dispersées dans des édifices de la ville, dans des parcs ou des places, mais aussi dans une centaine d'édifices religieux devenus propriété de la ville de Paris, à la suite de la loi de séparation des Églises et de l’État de 1905. Ses recommandations sont validées, et ce nouvel établissement public municipal est créé en 2013 reprenant la structure préexistante et le nom de Paris Musées. Il lui est demandé d'en prendre la direction,,,.
La tarification des entrées a été revue pour être désormais cohérente sur l'ensemble des établissements. La fréquentation est en hausse, passant de 2013 à 2018 de 2,4 millions de visiteurs à 3 millions. Les décisions sur les projets ont gagné en souplesse, là où il fallait précédemment les soumettre dans de multiples bureaux. Et le rythme de rénovation des salles d'expositions a augmenté : la moitié des musées de la Ville de Paris ont ainsi été rénovés de 2015 à 2019.
Elle a publié également en 2016 un ouvrage sur le peintre anglais Walter Sickert.
Elle meurt subitement le 13 juillet 2020 à Brest d'un accident vasculaire cérébral, à l’âge de 51 ans. Elle est inhumée au cimetière du Montparnasse (division 30).

### Famille
Delphine Levy a également une fille née en 1998.